# MADURO
『MADURO』はMADURO ONLINEから発行、RRデジタルメディアから発売されている男性ライフスタイル誌である。

## 概要
「LEON」を立ち上げたことで知られる岸田一郎を編集長に、2014年9月24日創刊。当時は岸田の立ち上げた会社「yanG」が発行、セブン&アイ出版から発売されていた。

### 創刊当時
バブル景気時代に青年・中年時代を過ごした所得の多い中年期後期あるいは更年期（いわゆる「ジジイ」）層に購買ターゲットを絞り、「いつまでもジジイおしゃれでやんちゃがいい！」（キャッチコピーより）と“やんちゃジジイ” “やんジイ”の在り方を読者に提供していた。
岸田本人が創刊当時の編集長を務めた「LEON」と基本思想は近く、掲載されている商品の多くは欧州のラグジュアリーブランドで、いわゆる富裕層をターゲットとしていたことが見て取れる。
シニアライフスタイル誌という位置づけで、やんちゃなジジイ「やんジー」を合言葉におしゃれでやんちゃなジジイをイメージしているが、あくまでも洗練されたスタイルで「ファッション」「クルマ」「時計」「健康・食」「旅行」「アンチエイジング」「投資・相続」「不動産」を中心に、50歳～60歳代のニューシニア富裕層が興味を持つ生活全般の情報をカバー。
岸田一郎が「LEON」の編集長時代モデルとして起用していたジャンフランコ・シモーネが毎号の表紙モデルだった。

### リニューアル
2017年11月から元LEON立ち上げ創刊副編集長、元「OCEANS」立ち上げ創刊編集長の大久保清彦を編集人に迎え、『一番愛する人と上質な時間を過ごすために！』をキャッチコピーに30~40代の家族を大切にする富裕層向け男性ライフスタイル誌として、編集方針を変更。
ネットやテレビのニュースで大きくバッシングされている『不倫』を喚起するような従来の男性雑誌とは一線を画し、“愛する人…妻、子供、パートナーetc.との時間を大切にする良き男性像”をイメージに、ファッション、車、時計、旅、グルメなどの情報を展開。
現在、大久保清彦が『MADURO』総編集長、モータージャーナリストの九島辰也が『MADURO』編集長を務める。

### 不定期刊行化
2021年5月25日発売の7月号をもって不定期刊行化。

## Webメディア『MADURO ONLINE』
2018年6月にローンチ。本誌の記事転載やニュース記事、Web版のオリジナル記事を配信。株式会社インタースペースと株式会社MADURO ONLINEの共同事業。